# Манам
Остров Манам (англ. Manam Island), иногда Манум (англ. Manum) — вулканический остров в Новогвинейскоом море, принадлежащий Папуа — Новой Гвинее. Является активным стратовулканом. Остров имеет форму окружности диаметром 10 км. Площадь острова — 83 км². Административно входит в состав провинции Маданг региона Момасе.

## География
Остров Манам, на немецких картах иногда называемый островом Ганза (нем. Hansa-Vulkaninsel), расположен в 13 км на северо-запад от побережья острова Новая Гвинея (провинции Маданг, отделен проливом Стефан) и в 54 км на юго-восток от устья реки Сепик и недалеко от устья реки Раму. Остров представляет собой активный стратовулкан, извержения которого происходят очень часто (последнее отмечалось в 2013 году). Извержения сопровождаются человеческими жертвами. Так извержение 1996 года привело к эвакуации всего населения острова, погибли 13 жителей деревни Будум; в 2007 погибли еще 4 человека. Диаметр вулкана у основания — 25 км, диаметр образуемого им острова почти правильной округлой формы — около 10 км. Над дном моря вулкан возвышается на 2800 м, высота острова — 1807 м, активный кратер расположен на высоте 1350 м. Конус вулкана сложен базальтами и андезитобазальтами и разбит двумя перпендикулярными разломами, по которым расположены рифты. Имеется 4 побочных конуса (2 на южном берегу острова, 1 на западном и 1 на северном).
Из-за частых извержений на острове нет рек и постоянных водотоков. Климат острова тропический муссонный. Северо-западный муссон дует с ноября по апрель, сухой юго-восточный ветер — с мая по октябрь.

## Население
По данным 1982 года на острове проживало 6400 человек, в 2005 — 10 677 (которые образовывали 1880 семей). На острове имеется 16 деревень. Большинство населения (50 — 60 %) являются детьми до 18 лет. Основным языком населения является манам. На этом же языке говорят в округе острова. Большинство населения владеет и говорит также на меланезийском пиджине — языке ток-писин, и некоторая небольшая группа островитян (в основном молодежь) владеет английским.